# 22775 Jasonelloyd
22775 Jasonelloyd è un asteroide della fascia principale. Scoperto nel 1999, presenta un'orbita caratterizzata da un semiasse maggiore pari a 2,3663093 UA e da un'eccentricità di 0,0990199, inclinata di 5,37021° rispetto all'eclittica.